# Deadly Illusions
Deadly Illusions (Ilusões Fatais (título em Portugal) ou Por Trás da Inocência (título no Brasil)) é um filme de drama, suspense erótico e suspense psicológico estadunidense de 2021 escrito e dirigido por Anna Elizabeth James e estrelado por Kristin Davis, Dermot Mulroney, Shanola Hampton e Greer Grammer.

## Enredo
Mary (Kristin Davis) é uma autora bem-sucedida de romances de suspense, feliz no casamento com seu marido Tom (Dermot Mulroney) e com seus dois filhos. Seu editor pede que ela escreva outro livro de sua série de livros de maior sucesso, que ela adiou há muito tempo, e oferece a ela um adiantamento muito atraente de dois milhões de dólares. Ela recusa a princípio, dizendo "você não me conhece quando escrevo. Eu me torno uma pessoa diferente", mas é forçada a aceitar quando Tom revela que perdeu metade de seu patrimônio por meio de jogo de apostas. Para ajudar, sua amiga Elaine (Shanola Hampton) sugere que ela consiga uma babá por meio de uma agência recomendada. Depois disso, Mary tem uma série de entrevistas ruins com as candidatas o cargo e considera desistir, até que Grace (Greer Grammer) se inscreve e parece perfeita para a posição. Mary está sofrendo de bloqueio de escritor e usa sua crescente amizade com Grace para ajudar nisso.
Mary começa a ter o que parecem ser fantasias sexuais com Grace, com as quais ela confidencia a Elaine. No entanto, quando ela se aproxima de Grace para dizer que eles não podem fazer isso nunca mais, Grace aparentemente não tem ideia do que Mary está falando. Elaine começa a questionar Grace em particular. Tom quase entra na cozinha enquanto Grace e Mary estão tendo um ato sexual. Mary dorme e tem o que parece ser um sonho com Grace e seu marido engajados em atividades sexuais, que Mary não consegue entender se é realidade ou produto de seus sonhos. Ela confronta seu marido e Grace na mesa de jantar, perturbando seus filhos, assim como Grace e seu marido.
Na manhã seguinte, Mary se desculpa, dizendo que sua explosão foi resultado de trabalhar muito. Ela telefona para a agência de babás para perguntar por que eles não descontaram o cheque que ela deu, e eles dizem que ela ainda não escolheu uma babá. Mary viaja para descobrir quem Grace realmente é. Ela visita Elaine e a encontra morta com uma tesoura no pescoço. Ela então contata a polícia.
Para o horror e surpresa de Mary, ela descobre que é a principal suspeita do crime e que a polícia tem provas contundentes de que ela é a responsável, incluindo o vídeo de Mary aparentemente chegando ao local, embora seu rosto esteja obscurecido. Ela não admite culpa e é libertada enquanto aguarda investigação. Ela visita a tia de Grace, que conta a Mary que Grace foi abusada quando criança por seus pais, e foi a única de seus irmãos a sobreviver ao abuso, que é como sua tia acabou cuidando dela. Mary liga para Tom para avisá-lo sobre Grace, mas recebe seu correio de voz.
Tom está no banho quando Grace chega vestida sedutoramente e brandindo uma grande faca. Ela ataca Tom no chuveiro. Mary chega e encontra Tom ferido, mas Grace afirma não saber o que aconteceu, dizendo 'Eu não pude impedi-la.' É então revelado que Grace sofre de transtorno dissociativo de identidade e que sua outra personalidade (Margaret) atacou Tom e continua entrando e saindo da realidade de Grace. Mary vence Grace, batendo nela com um vaso de flores.
Um ano depois, Mary e sua família ainda estão juntos. Mary coloca o manuscrito de seu livro no túmulo de Elaine e depois vai visitar Grace em um hospital psiquiátrico seguro. O filme termina com "Mary" saindo do hospital com o mesmo traje e rosto obscurecido do vídeo da polícia, sem saber ao público se é realmente Mary ou Grace.

## Elenco
- Kristin Davis como Mary Morrison
- Dermot Mulroney como Tom Morrison
- Greer Grammer como Grace Taylor
- Shanola Hampton como Elaine Fuller
- Marie Wagenman como Alexandra Morrison
- Shylo Molina como Sam Morrison
- Melissa Chambers como tia Lotty
- Shaun Wu como Kioki
- Abella Bala como Darlene

## Produção
O filme foi gravado em Albuquerque, Novo México em 2019.

## Lançamento
O filme estreou na Netflix em 18 de março de 2021. Foi o filme mais assistido na plataforma em seu primeiro fim de semana.

## Resposta crítica
No Rotten Tomatoes, o filme detém uma taxa de aprovação de 10% com base em 10 avaliações, com uma média de 2.4/10. Rachel Willis, da UK Film Review, disse: "Este filme quer nos manter na dúvida, mas nunca é atraente o suficiente para causar muito impacto."